# فلورنسا بليك
فلورنسا بليك (بالإنجليزية: Florence Blake)‏ هي ممرضة أمريكية، ولدت في 30 نوفمبر 1907 في ستيفنز بوينت في الولايات المتحدة، وتوفيت في 12 سبتمبر 1983.